# فانشاو (اکلاهما)
فانشاو(به انگلیسی: Fanshawe) شهری در ایالت اکلاهما کشور ایالات متحده آمریکا است که جمعیت آن در سرشماری سال ۲۰۱۰ میلادی، ۴۱۹ نفر بوده‌است.